# Estación de Aeroport (Metrovalencia)
Aeroport es una estación terminal de las líneas 3 y 5 de Metrovalencia que da servicio al Aeropuerto de Valencia. Se inauguró el 18 de abril de 2007 bajo la terminal regional, por lo que desde entonces esta infraestructura es accesible por metro desde la ciudad de Valencia.

## Historia
Desde 1941 el aeropuerto tuvo su propio apeadero bajo el nombre "Aeródromo" correspondiente a la línea C-4 de Cercanías Valencia de Renfe. El apeadero carecía de accesibilidad, ya que para llegar a la terminal había que cruzar unos 200 metros de carreteras.
En el año 2004 fue aprobado un acuerdo entre el Ministerio de Fomento y la Generalidad Valenciana en el que la explotación del tramo Aeropuerto-Valencia pasaría a asumirse por Ferrocarriles de la Generalidad Valenciana en sustitución de la línea C-4, y a su vez el metro daría servicio a Ribarroja del Turia y a Villamarchante. Debido a dicho acuerdo el apeadero dejó de prestar servicio en 2005, fecha en que se desmanteló gran parte de línea C-4.
Con motivo de las obras de la nueva terminal regional del aeropuerto de Valencia, se incluyó en el proyecto la construcción de la estación subterránea Aeroport, bajo el edificio terminal.
En 2007 entró en funcionamiento la estación, que forma parte de las líneas 3 y 5 de Metrovalencia.
La estación formaba parta de la zona tarifaria B hasta 2012, cuando FGV decidió cambiarla a la zona C, aumentando considerablemente el precio del billete.

## Accesibilidad
La estación dispone de escaleras mecánicas en dos sentidos, ascensores adaptados, puertas canceladoras adaptada y acceso a andenes adaptado. También dispone de mostrador de ayuda, máquinas expendedoras con ayuda y ayuda para personas con discapacidad visual o auditiva.